# Арабажин, Константин Иванович
Константи́н Ива́нович Араба́жин (1866—1929) — российский украинский литературовед, журналист, писатель.

## Биография
Родился 2 (14) января 1866 года в Каневе (Киевская губерния). Происходил из дворян Полтавской губернии; был родственником историка Владимира Антоновича по отцовской линии и двоюродным братом Андрея Белого — по материнской: мать была сестрой Николая Васильевича Бугаева.
После учёбы в 1-й городской гимназии Киева (окончил в 1883 году) поступил на историко-филологический факультет Киевского университета Святого Владимира, который окончил в 1890 году. Кандидатское исследование Арабажина «Казимир Бродзинский и его литературная деятельность» (Киев, 1891) было награждено медалью и премией Н. И. Пирогова (Киевский университет) и почётным отзывом Академии наук, а впоследствии и малой Уваровской премией. По этой причине Арабажина оставили профессорским стипендиатом на кафедре славяноведения. Степень магистра получил в Харьковском университете.
Писал стихи с революционным содержанием на украинском языке (неопубликованные), издал водевиль «Поперед спитайся, а тоді й лайся» (Киев, 1885), а также серию газетных статей. Перевел на украинский язык сочинения Г. де Мопассана, Л. Толстого, Г. Мачтета (напечатаны в львовской «Заре» в 1889 году). В восьмидесятых годах участвовал в освободительной борьбе, нелегально перевозил из Галичины в Россию запрещённую литературу. Пребывал в дружественных отношениях с И. Франко, М. Павликом, Лесей Украинкой, М. Драгомановым.
С 1892 года жил в Петербурге. Середина — конец 1890-х годов — период интенсивной преподавательской деятельности Арабажина. Он преподавал в таких известных учебных заведениях Петербурга, как Пажеский корпус, Императорские драматические кружки[уточнить] и Павловское военное училище. К концу 1890-х годов слава о его увлекательных и виртуозных публичных чтениях на темы русского театра, литературы, живописи распространилась по главным российским городам, что способствовало тому, что другие высшие учебные заведения приглашали его для выступлений перед широкой, и не только студенческой, аудиторией.
Арабажин стоял у истоков создания первого в истории Санкт-Петербурга Народного университета. В 1897 году при его участии было основано Санкт-Петербургское педагогическое общество имени К. Д. Ушинского, где он был сначала секретарём, а затем председателем.

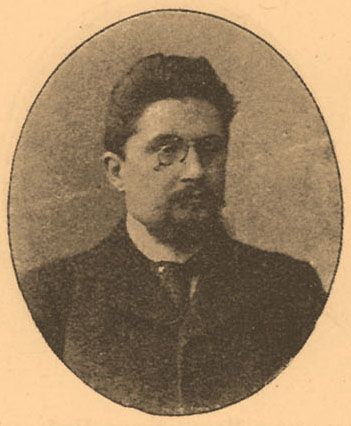
К. И. Арабажин (1900-е)

Также в Петербурге Арабажин редактировал газету «Северный курьер» (1899—1900, вместе с В. В. Барятинским), привлёк к сотрудничеству Ивана Франко. Для Энциклопедического словаря Брокгауза и Эфрона написал статью «Галицко-русинское общественное движение», а также несколько других статей (например, об Ипполите Богдановиче); для «Иллюстрированной всеобщей истории литературы Иоганна Шерра» (т. 2, 1898) — раздел «Славянские земли», а для «Истории русской литературы» (т. 2, 1908) — «Исторические песни и думы». Автор статей о Тарасе Шевченко — «Украинский Прометей» (1911), «Т. Г. Шевченко и панславизм (К вопросу о Кирило-Мефодиевском обществе)» (1914), «Шевченко и мессианизм» (1914).
Также опубликовал работы о Н. Гоголе, М. Лермонтове, Л. Толстом, М. Горьком и других русских писателях. Кроме указанных выше русских и украинских периодических изданий, печатался в журналах «Новая жизнь», «Всемирный вестник», «Театр и искусство», «Вестник императорских театров», газетах «Дело», «Биржевые ведомости» и др.
По инициативе К. И. Арабажин в Петербурге были основаны: Общество народных университетов (1905), Общество Льва Толстого (1906), Общество Островского (1907). Он стал одним из организаторов Всероссийского съезда народных учителей, состоявшегося в Петербурге в 1908 году.
В 1913 году начался хельсинкский период преподавательской и творческой жизни Арабажина: он был приглашён в Гельсингфорский университет, где был на конкурсной основе избран ординарным профессором русского языка и литературы по кафедре русской литературы. Быстро получил невероятную известность в Великом княжестве Финляндском, считался самым «модным» преподавателем Гельсингфорского университета, чрезвычайно любимым студенческой аудиторией, среди которой предмет Арабажина пользовался большой популярностью. В 1917 году К. Арабажин стал председателем общества художников «Медный всадник».
С 1918 года постоянно жил в Хельсинки; кроме преподавания издавал газету «Русский голос». Основал и был председателем общества «Русская колония в Финляндии», возглавлял Хельсинкский народный университет. В 1920 году кафедра русской литературы в Хельсинкском университете была закрыта, и он уехал в Латвию.
В воскресный день 12 сентября 1920 года Арабажин выступил с лекцией «Трагедия „Вишнёвого сада“» в здании рижского общества «Улей» на Известковой улице (ныне здание Рижского русского театра имени Михаила Чехова). В 1920 году по приглашению руководства он начал читать лекции по истории русской литературы в Латвийском народном университете; его публичные выступления проходили также в Народном университете русской культуры и в Еврейской консерватории. На недолгое время он стал профессором Латвийского университета, но вскоре отделение славистики там было закрыто.
В 1921/22 учебном году преподавал в Латышском народном университете, а в январе 1921 года  стал одним из основателей Русского народного университета, но не сойдясь во взглядах с руководством этого учебного заведения, вместе с группой профессоров учредил 22 сентября 1921 года Русские университетские курсы (РУК).
Торжественная церемония открытия курсов состоялась 16 октября 1921 года в рижском Доме Черноголовых. Эти курсы оказали принципиальное воздействие на реализацию идеи сплочения русских эмигрантских кругов Латвии и Риги. Учебные программы РУК были ориентированы на методические наработки Петербургского психоневрологического института, а также опирались на программы пяти учебных заведений, которые были созданы русской профессурой на эмигрантские стипендии в Праге. В составе РУК выделялись три факультета: историко-филологический, естественный, юридический и педагогическое отделение. Вскоре по причине урезания средств была свёрнута деятельность факультета естественных наук. Тем не менее в конце 20-х годов веяния времени потребовали основания коммерческого факультета, который компенсировал закрытие естественного факультета.
Арабажин постоянно лоббировал выделение денежных средств на стипендии для учащихся РУК, он ратовал за универсальность его курсов, которые должны были способствовать национальному сплочению жителей республики.
Константин Иванович также преподавал  в некоторых еврейских учебных заведениях Риги: частной гимназии Якова Ландау и еврейской основной школе «Tora vderech erec», Еврейской консерватории.  и др.
С 1925 года он был членом специальной комиссии при Русском отделе Минобразования, где разрабатывались учебники и программы для школ с русским языком обучения, которые в независимой Латвийской Республике поначалу были крайне низкого качества. Он стал автором вышедшего в 1927 году учебника «Русская литература в русской средней школе».
Погиб в результате несчастного случая — попал под трамвай на набережной Даугавы. Похоронен на Покровском кладбище.

## Общественная деятельность[5]
К.И, Арабажин был членом Украинского общества «Хрестоматия», в 1886 году занимался составлением двух книг для школьного чтения: «Четанка» и «Веселка». 
С 1891 года он состоял в издательской комиссии Комитета грамотности Императорского вольного экономического общества в Санкт-Петербурге.
Являлся секретарем комиссии издания систематического обзора народной литературы.
В 1897 году возглавил Общество имени К.Д. Ушинского. 
В 1898 году был избран товарищем председателя Санкт-Петербургского Педагогического общества взаимопомощи.
Вместе представителями русской интеллигенции и писателями с В.Г. Короленко, А.М. Горьким и другими выступил против дела Бейлиса.

## Награды
Малая премия имени графа С.С. Уварова Императорской академии наук  и премия Университета Святого Владимира за книгу «Казимир Бродзинский и его литературная деятельность» (1891, Киев)..